# 凯吉
凯吉，是匈牙利托尔瑙州所辖的一个村。总面积16.56平方公里，总人口690，人口密度41.7人/平方公里（2011年1月1日）。